# Григалава Гіа Олександрович
Гіа Григалава (груз. გია გრიგალავა, нар. 5 серпня 1989, Кутаїсі, Грузія) — грузинський і російський футболіст, центральний захисник національної збірної Грузії. З літа 2021 є вільним агентом.

## Клубна кар'єра
Гіа Григалава народився у місті Кутаїсі у спортивній родині. Його батько був триразовим чемпіоном Радянського Союзу з регбі. У віці восьми років Гіа разом з родиною переїхав до російського Ростова. Там він почав займатися футболом у спортивній школі місцевого клубу «Ростов». У 2003 році Григалава закінчив навчання у футбольній школі і перейшов до молодіжної команди клубу. З 2006 року футболіст провів лише одну гру в основі клубу і за два роки він перейшов до іншого ростовського клубу — СКА.
У січні 2009 року Григалава був на перегляді у нідерландському «Аяксі». Але до підписання контракту справа так і не дійшла і Григалава повернувся до Росії, де відправився в оренду у клуб Прем'єр-ліги «Москва», де відіграв сезон 2009 року. Після цього футболіст вже на постійній основі уклав угоду з клубом РПЛ «Волга» з Нижнього Новгорода, де зіграв 50 матчів і забив один гол.
Пізніше в кар'єрі футболісти були російські клуби «Крила Рад» та «Анжи». Деякий час футболіст виступав у чемпіонаті Кіпру.
У січні 2017 року Григалава підписав контракт з клубом РПЛ «Арсеналом» з Тули. Влітку 2021 року покинув клуб.

## Кар'єра в збірній
У 2009 році Гіа Григалава провів одну гру у складі молодіжної збірної Росії. Але згодом він вирішив грати за свою історичну батьківщину і в червні 2011 року у матчі відбору до Євро-2012 проти команди Хорватії Григалава дебютував у національній збірній Грузії.

## Звання
- Майстер спорту Росії[6]